# Леушкино (Шекснинский район)
Леушкино — деревня в Шекснинском районе Вологодской области.
Входит в состав сельского поселения Домшинского, с точки зрения административно-территориального деления — в Домшинский сельсовет.
Расстояние по автодороге до районного центра Шексны — 32,5 км, до центра муниципального образования Нестерово — 2,5 км. Ближайшие населённые пункты — Кожевниково, Глобена, Нестерово.
По переписи 2002 года население — 6 человек.